# Chiloscyphus moniliformis
Chiloscyphus moniliformis là một loài rêu tản trong họ Lophocoleaceae. Loài này được (J.J. Engel) Hässel de Menéndez miêu tả khoa học lần đầu tiên năm 1996.